# Dichocrocis biplagialis
Dichocrocis biplagialis là một loài bướm đêm trong họ Crambidae.